# バンクーバー・コミュニティ・カレッジ
バンクーバー・コミュニティ・カレッジ（英語名：Vancouver Community College）は、カナダ・ブリティッシュコロンビア州・バンクーバーに位置する二年制の公立大学（コミュニティ・カレッジ）である。

## 学部・学科
- 言語学部
  - 文科
  - 理科
- ヘルスサイエンス学部
- 教員教育学部
- ホスピタリティ・ビジネス学部
- 音楽学部